# Hideo Shiraki
Hideo Shiraki (白木 秀雄, Shiraki Hideo) (Kanda-Matsueda-chō, Kanda, Tokio (tegenwoordig Chiyoda, prefectuur Tokio), 1 januari 1933 - 31 augustus 1972) was een Japanse jazzdrummer en bandleider.

## Biografie
Shiraki begon zijn loopbaan in de jaren 50 als musicus onder invloed van in Japan gestationeerde Amerikaanse soldaten. Hij studeerde percussie aan Tokyo College of Music, daarnaast speelde hij met Masashi Nagao's groep Blue Coats. Van 1959 tot 1963 was hij gehuwd met Yaeko Mizutani II. In de late jaren 50 en begin jaren 60 werkte hij met een eigen kwintet, waarin hij met musici als Hidehiko Matsumoto, Terumasa Hino en Yuzuru Sera hardbop speelde. Met deze in Japan succesvolle groep kwam hij met o.a. de plaat In Fiesta (Teichiku, 1961), die een coverversie van Benny Golson's standard Five Spot After Dark bevatte. In 1965 verlegde hij zijn grenzen toen hij met Sakura Sakura en koto-speelsters samenwerkte. In 1965 trad hij op tijdens de Berliner Jazztagen, zijn optreden verbond hedendaagse jazz met traditionele Japanse muziek. Shiraki werkte verder met Toshiko Akiyoshi (Toshiko Meets Her Old Pals, 1961). Hij overleed in 1972 aan een vergiftiging door slaapmiddelen.

## Discografie (selectie)
- Hideo Shiraki Quintet Featuring Terumasa Hino & Takeru Muraoka – Japan Meets Jazz, Hideo Shiraki Quintet In Berlin (MPS 1970)